# Коваль, Жорж Абрамович
Жорж (Гео́ргий) Абра́мович Кова́ль (англ. George Koval; 25 декабря 1913 года — 31 января 2006 года) — советский «атомный» разведчик в США (конспиративное имя «Дельмар»), впоследствии преподаватель Московского химико-технологического института имени Д. И. Менделеева. Герой Российской Федерации (2007, посмертно ).

## Биография
Родился 25 декабря 1913 года в городе Су-Сити (Айова, США) в еврейской семье. Родители эмигрировали из города Телеханы Пинского уезда Минской губернии. Школу и два курса химического колледжа окончил в США. В 1932 году из-за экономического кризиса в США семья Ковалей решила вернуться в Россию (к тому времени — Советский Союз).
Семья Коваль была членом Ассоциации еврейской колонизации (IKOR) идиш ייִדישע קאָלאָניזאַציִע אָרגאַניזאַציִע אין רוסלאַנד‎).
Вся семья прибыла во Владивосток и затем на постоянное жительство в Биробиджан (с мая 1934 года — административный центр Еврейской автономной области в составе Хабаровского края). Отец — Абрам Исаакович Коваль, в 1943 году проживал в совхозе им. XVIII партсъезда ст. Волочаевка Хабаровского края.
Брат — Коваль Гейби Абрамович, 1919 г. р., гвардии лейтенант, командир взвода 4-й гвардейской мотострелковой бригады. Погиб 31 августа 1943 года у села Рябинино Смоленской области. Награждён медалью «За оборону Сталинграда».
В СССР Коваль работал в колхозе и слесарных мастерских. С 1934 по 1939 год учился в Московском химико-технологическом институте им. Д. И. Менделеева.

### Агент ГРУ
В 1939 году Коваль привлёк внимание Главного разведывательного управления Красной Армии и в 1940 году, после подготовки в нём, начал разведывательную работу в США под оперативным псевдонимом «Дельмар» (анг. Jureka Del Mar). Первоначально занимался сбором информации о разработке новых химических отравляющих веществ. Но когда в США развернулись работы над Манхэттенским проектом по созданию атомной бомбы, в 1943 году Коваль был призван в армию США рядовым и направлен на работу в атомный центр в Ок-Ридже (штат Теннесси) под своим настоящим именем. В Окридже в качестве химика-технолога Коваль поднимался по служебной лестнице (в 1945 году стал сержантом) и получал доступ ко всё более ценной информации. Им была собрана информация о технологических процессах и объёмах производства плутония, полония и других материалов. В 1945 году переведён в Дейтон, где также велись работы по атомному оружию. В декабре 1945 года — феврале 1946 года Коваль передал в Москву особо важную информацию, которая подсказала группе Игоря Курчатова идею решения проблемы нейтронного запала атомной бомбы. В последующем серийном производстве нейтронные запалы советских атомных бомб изготовлялись из других материалов — не тех, что применялись в США, но в первой атомной бомбе, взорванной на полигоне под Семипалатинском 29 августа 1949 года, использовался инициатор, изготовленный точно по описанию Жоржа Коваля.
По утверждению ветерана Службы внешней разведки России и историка разведки Николая Долгополова в 2012 году, причиной провала Коваля стала обнаруженная и идентифицированная в США его фотография, сделанная в 1930-х годах в Биробиджане и опубликованная там в местной газете с подписью изображённого на ней человека. Всё же советской разведке удалось вернуть Коваля в СССР.
В конце 1948 года Коваль возвратился в СССР и поселился с семьёй в Москве. В 1949 году был уволен из ГРУ, восстановился в аспирантуре и начал заниматься научной работой, а спустя два года защитил диссертацию и стал кандидатом технических наук. С 1953 года доцент Ж. А. Коваль занимался преподавательской деятельностью в Московском химико-технологическом институте (МХТИ), в котором проработал около сорока лет. С 1954 года вёл курс «Автоматизации химических процессов» (впоследствии «Автоматизация химических производств») на кафедре общей химической технологии.
Умер 31 января 2006 года в возрасте 92-х лет и похоронен на Даниловском кладбище в Москве (участок № 8).
Упоминается в романе Александра Солженицына «В круге первом» в роли советского шпиона в США под именем Георгий Коваль.

## Награды
- Герой Российской Федерации (22 октября 2007 года, посмертно) — «за мужество и героизм, проявленные при выполнении специального задания».
Медаль «Золотая звезда», грамота и книжка Героя России переданы Президентом России Владимиром Путиным в музей ГРУ 2 ноября 2007 года[16].
- Орден Отечественной войны 2-й степени (1985)[17].
- Медаль «За победу над Германией в Великой Отечественной войне 1941—1945 гг.».
- Нагрудный знак «За службу в военной разведке».
- Медали СССР.
- Медали РФ.

## Память
В 2015 году его имя было увековечено на отдельном гранитном пилоне Аллеи Героев в Сквере Победы в Биробиджане.
В 2020 году в Москве на доме по адресу: Мичуринский проспект, 12к1, в котором он проживал, была установлена мемориальная доска.

## Публикации
- Коваль Ж. А., Строганов В. Ф., Шмульян И. К. Текст лекций по курсу «Автоматика и автоматизация производства». М.: МХТИ им. Д. И. Менделеева, 1981.
- Коваль Ж. А. Устойчивость системы регулирования. М.: МХТИ им. Д. И. Менделеева, 1981.
- Коваль Ж. А., Шмульян И. К. Автоматика и автоматизация производства. Текст лекций. М.: МХТИ им. Д. И. Менделеева, 1982.
- Коваль Ж. А., Харитонов Н. И., Шмульян И. К. Сборник упражнений и задач по курсу «Автоматика и автоматизация производства». М.: МХТИ им. Д. И. Менделеева, 1982.
- Строганов В. Ф., Коваль Ж. А. Иллюстративные материалы к лекциям по курсу «Автоматика и автоматизация производства». М.: МХТИ им. Д. И. Менделеева, 1982.
- Измерительные преобразователи и схемы дистанционной передачи показаний. Под ред. Ж. А. Коваля. М.: МХТИ им. Д. И. Менделеева, 1987.
- Осипенко Ц. Д., Мельникова М. М., Коваль Ж. А. Англо-русский словарь по химии и химической технологии (English-Russian dictionary of chemistry and chemical technology). Под ред. В. В. Кафарова. 5-е изд., стереотип. Около 65,000 терминов. Москва: РУССО, 1997, 2001, 2004. — 584 с. ISBN 5-88721-235-7, ISBN 5-8033-0289-9.